# 五十鈴川 (宮崎県)
五十鈴川（いすずがわ）は、宮崎県美郷町・門川町を流れる二級水系五十鈴川水系の二級河川。
三重県伊勢市の伊勢神宮を流れる五十鈴川と同名である。

## 概要
美郷町北部（北郷区）の九左衛門峠を源流として東流し、門川町にて日向灘（門川湾）に注ぐ幹線流路延長48.0 km（キロメートル）、流域面積209.4 km2（平方キロメートル）の河川である。
源流から小八重川合流点までの上流域は山間地で急峻なV字谷となっている。
小八重川合流点から小園井堰までの中流域は山間地や谷底平野となっており、谷底平野には水田が広がっている。
下流域（河口域）は比較的平坦な河床となっている。

## 主な支流
- 入下
- 小黒木
- 松瀬
- 三ケ瀬川
- 津々良川

## 河川施設
- 小園井堰 - 門川町大字門川尾末小園にある農業用灌漑井堰[3]。

## 流域
- 津々良の滝 - 枝川の一つである津々良川にある滝。通称「お滝さん」。
- 森の学舎 - 五十鈴川流域の門川町松瀬地区にある。廃小学校分校がNPO法人：子どもの森によって、環境関係書籍を備えた環境文庫と森林や川での体験型環境学習などを実施する施設としてよみがえった。